# Khān Jamāl-e Zamānī
Khān Jamāl-e Zamānī (persiska: خان جمال زمانی, Khānjamāl-e Zamānī) är en ort i Iran.   Den ligger i provinsen Kermanshah, i den nordvästra delen av landet, 400 km väster om huvudstaden Teheran. Khān Jamāl-e Zamānī ligger 1 773 meter över havet och antalet invånare är 317.
Terrängen runt Khān Jamāl-e Zamānī är kuperad åt sydost, men åt nordväst är den platt. Khān Jamāl-e Zamānī ligger nere i en dal.Runt Khān Jamāl-e Zamānī är det ganska tätbefolkat, med 72 invånare per kvadratkilometer. Närmaste större samhälle är Sonqor, 15,9 km söder om Khān Jamāl-e Zamānī. Trakten runt Khān Jamāl-e Zamānī består i huvudsak av gräsmarker.